# Bhagwa Zenda

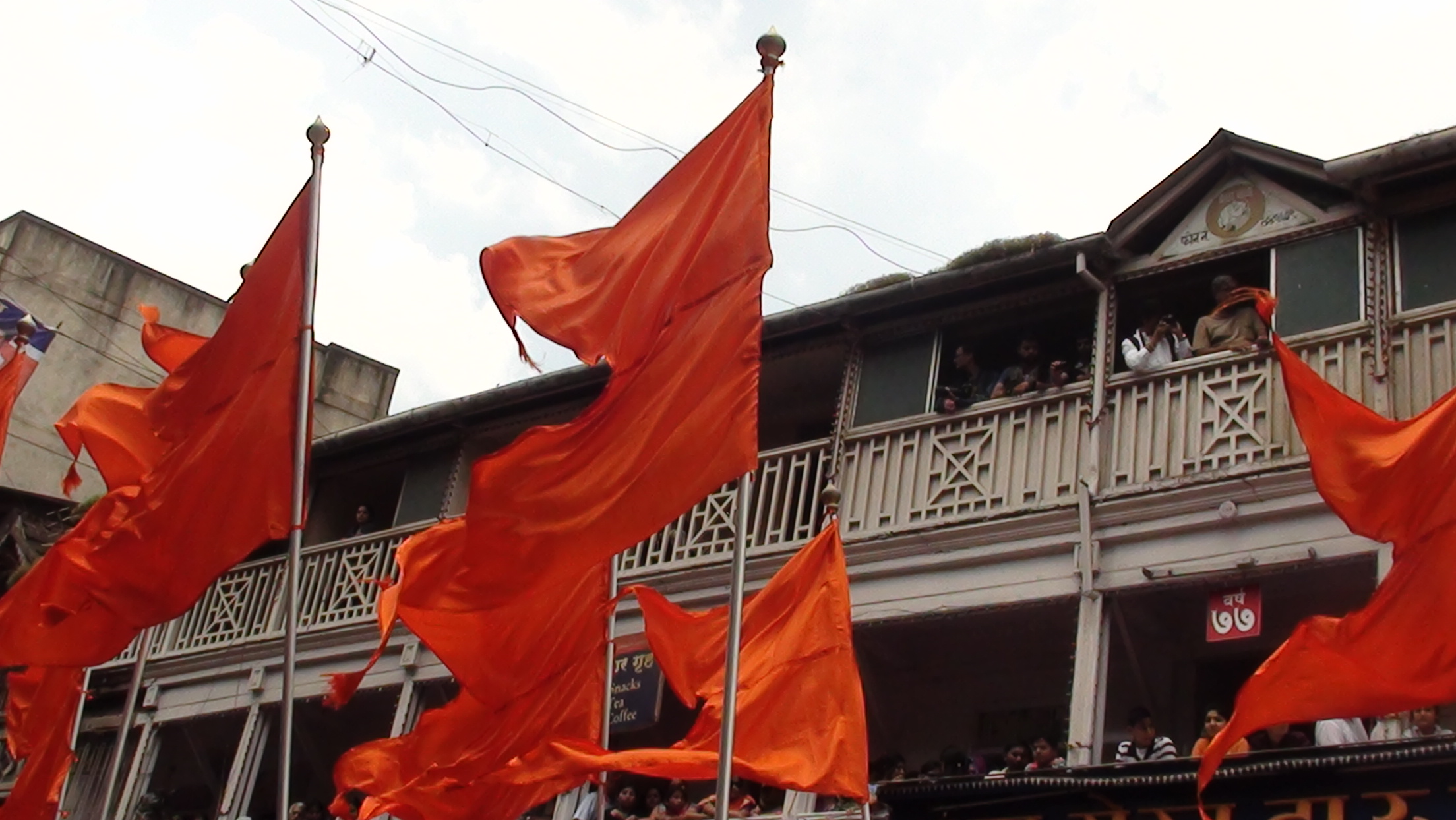
Bhagva Zenda

La Bhagwa Zenda fou el nom de la bandera maratha; vol dir ‘drap safrà’.
La bandera fou adoptada per la confederació maratha al segle xvii. El color safrà, amb tonalitats que variaven notablement d'un exemplar a l'altre, era el símbol de la primavera i de la felicitat i es va escollir per la terra àrida del Dècan. Segons la tradició Shivaji (1627-1680), el primer gran cap maratha, va escollir aquest color en homenatge al guru Ramdas Swami.
La bandera era quadrada i forcada, encara que després fou habitual el model rectangular generalment també forcat. Alguns caps marathes com el de Gwalior la van adoptar i hi van afegir un símbol propi. Fou bandera confederal fins al 1805 i bandera dels principals estats marathes resultants (Gaikwar de Baroda, Sindhia de Gwalior, Holkar d'Indore, Bhonsle de Nagpur, i rajes de Satara) i altres estats; alguns la van conservar fins vers el 1950.